# P. B. S. Pinchback

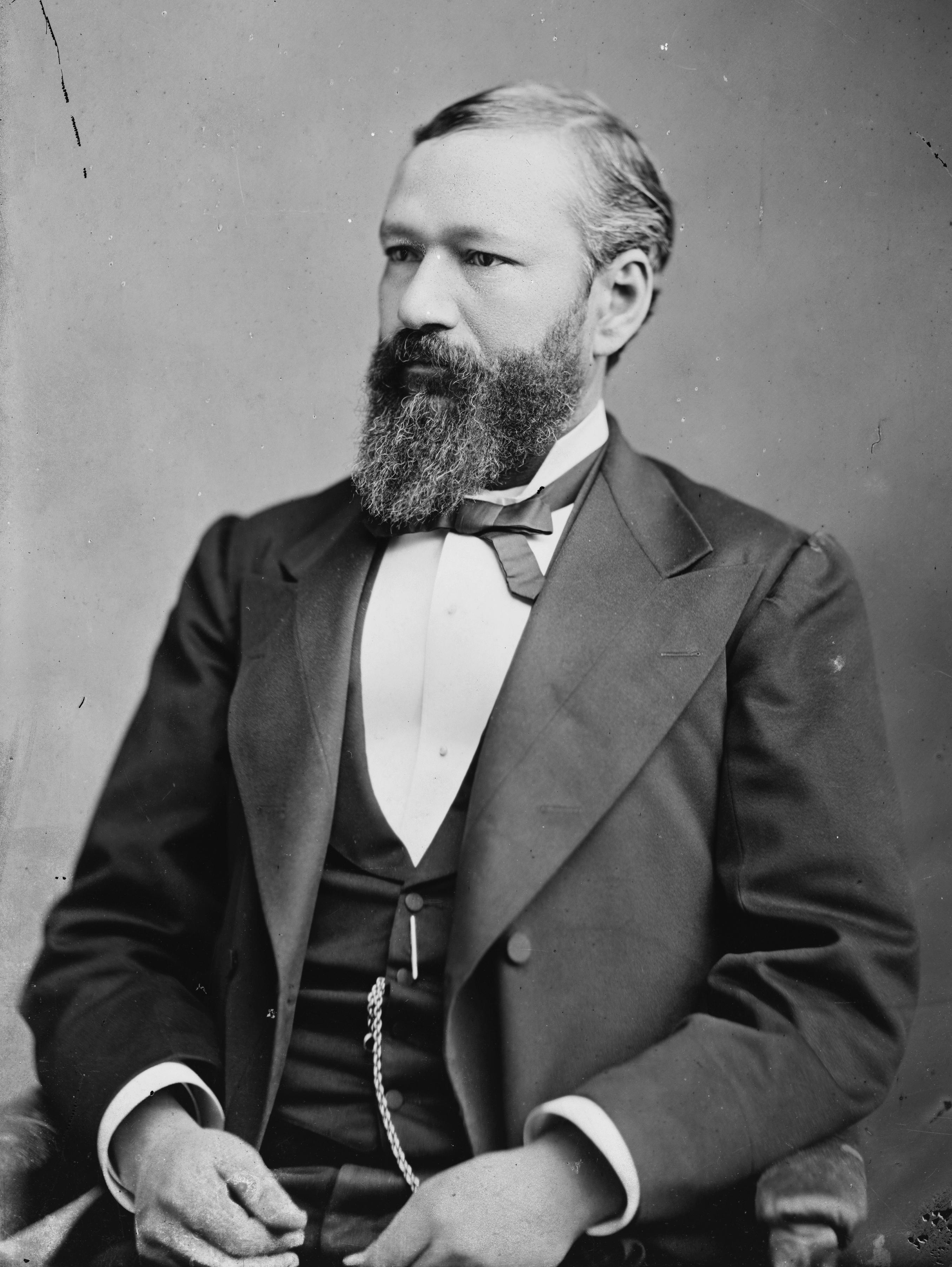
P. B. S. Pinchback

Pinckney Benton Stewart Pinchback (* 10. Mai 1837 in Macon, Georgia; † 21. Dezember 1921 in Washington, D.C.) war ein US-amerikanischer Politiker und der erste Afroamerikaner, der Gouverneur eines US-Bundesstaates war. Pinchback war Republikaner und vom 9. Dezember 1872 bis 13. Januar 1873 Gouverneur von Louisiana.

## Frühes Leben
Pinchback wurde in Macon, Georgia als Sohn eines weißen Plantagenbesitzers und der ehemaligen Sklavin Eliza Stewart geboren. Er besuchte die Gilmore High School in Cincinnati. Nach dem Tod seines Vaters 1848 verließ er Cincinnati, da er befürchtete, dass seine väterlichen Verwandten ihn zurück in die Sklaverei geben würden. Er arbeitete daraufhin als Hotelportier und Friseur in Terre Haute, Indiana. 1860 heiratete Pinchback Nina Emily. Sie hatten zwei Töchter und vier Söhne.
Während des Bürgerkrieges war Pinchback in Louisiana. Dort wurde er der einzige afroamerikanische Captain in der unionsgeführten 1st Louisiana Native Guard.

## Politische Karriere
Nach dem Krieg wurde Pinchback Mitglied der Republikaner. 1868 wurde er in den Senat von Louisiana gewählt und wurde auch Senatspräsident pro tempore. Nach dem Tod von Oscar Dunn, dem ersten gewählten afroamerikanischen Vizegouverneur eines Bundesstaates, wurde er als amtierender Senatspräsident Dunns Nachfolger. Nachdem Gouverneur Henry C. Warmoth durch ein Amtsenthebungsverfahren wegen Korruption und „Diebstahl“ des Gouverneursamtes seines Amtes enthoben worden war, folgte Pinchback ihm im Amt nach.

## Späteres Leben

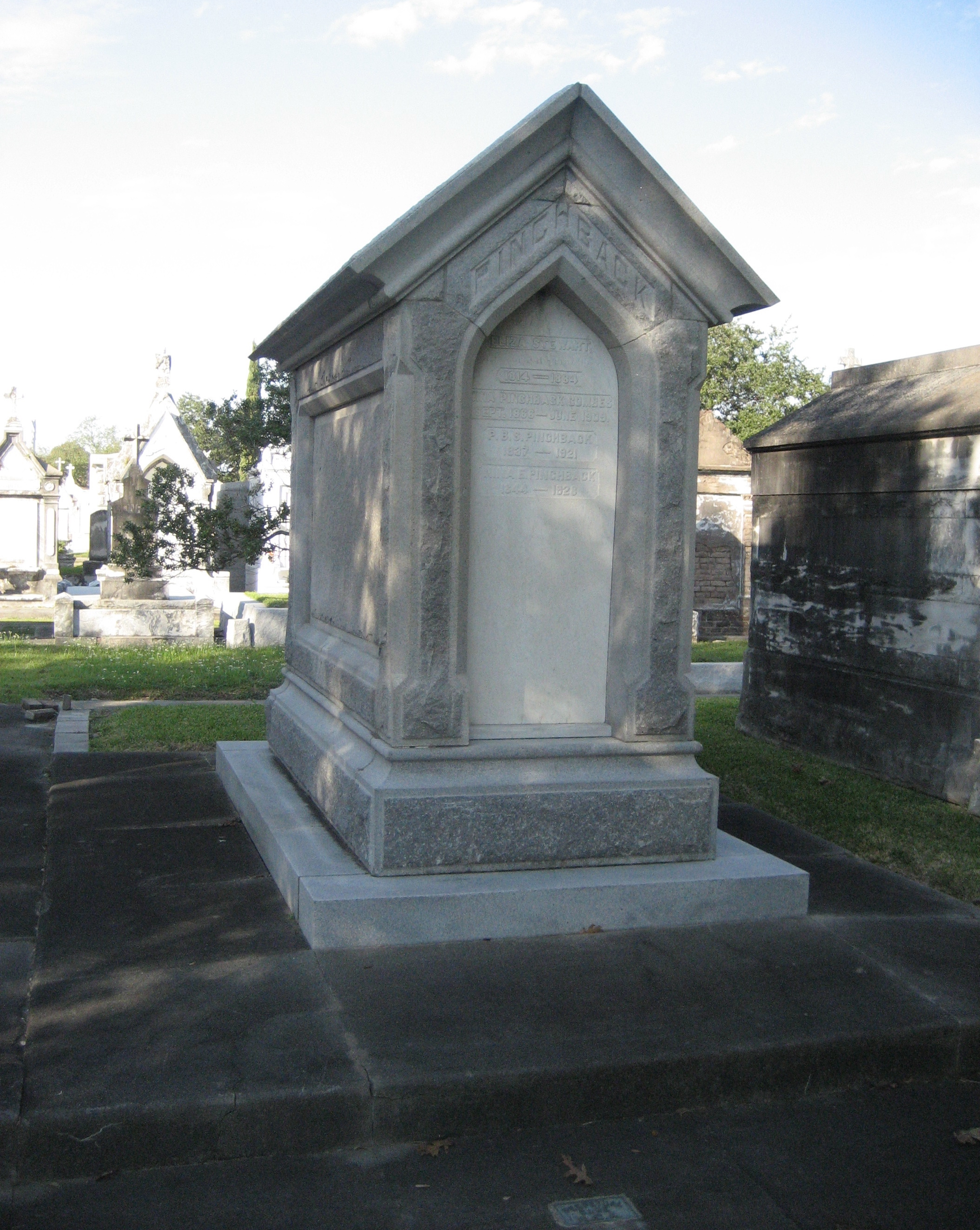
Das Grab Pinchbacks

Nach Ende seiner Amtszeit als Gouverneur blieb Pinchback weiterhin politisch aktiv. Er wurde sowohl in den Senat als auch in das Repräsentantenhaus gewählt, aber die Wahlergebnisse wurden angefochten, und seine demokratischen Gegner erhielten an seiner Stelle die Parlamentssitze. Später hatte er wesentlichen Anteil an der Errichtung der Southern University im Jahr 1879, der ersten Universität, die vornehmlich von Afroamerikanern besucht wurde. 1885 begann er ein Jurastudium an der Straight University. Er zog nach New York City, wo er ein Marshal wurde.
Pinchback starb 1921 in Washington und wurde auf dem Metairie Cemetery in New Orleans beigesetzt, obwohl der Friedhof zu dieser Zeit ausschließlich Weißen vorbehalten war.

## Sonstiges
Pinchback blieb bis 1990 der einzige afroamerikanische Gouverneur eines US-Bundesstaates, als Douglas Wilder zum Gouverneur von Virginia gewählt wurde.